# Gauliga Kurhessen 1943/44
Die Gauliga Kurhessen 1943/44 war die dritte Spielzeit der Gauliga Kurhessen im Fußball und zugleich die letzte, die zu Ende geführt wurde. Wie in vielen anderen Spielklassen machten die äußeren Umstände des Zweiten Weltkrieges und der Spielermangel den Vereinen zu schaffen. Bereits vor Beginn der Runde hatten sich der CSC 03 und der SV Kurhessen Kassel zu einer Kriegsspielgemeinschaft zusammengeschlossen, mit dem Aufsteiger TuRa/TuSpo Kassel trat eine weitere Notgemeinschaft in der höchsten Spielklasse an. Nach dem Luftangriff auf Kassel am 22. Oktober 1943 kam der Spielbetrieb bis Anfang 1944 vollständig zum Erliegen. Ab Januar 1944 schlossen sich auch der 1. BC Sport und der BV 06 Kassel zu einer KSG zusammen, ob diese Mannschaft überhaupt noch an der Meisterschaftsrunde teilnahm, ist nicht bekannt. Letzter Meister dieser Spielklasse – 1944/45 fand kein Spielbetrieb mehr statt – wurde die Mannschaft von Borussia Fulda, die im Achtelfinale der Endrunde um die deutsche Meisterschaft dem späteren Meister Dresdner SC mit 2:9 unterlag.

## Abschlusstabelle
| Pl. | Verein                         | Sp. | S | U | N  | Tore    | Quote | Punkte |
| --- | ------------------------------ | --- | - | - | -- | ------- | ----- | ------ |
| 1.  | Reichsbahn SG Borussia Fulda   | 12  | 9 | 1 | 2  | 041:170 | 2,41  | 19:50  |
| 2.  | SpVgg Niederzwehren            | 12  | 8 | 1 | 3  | 035:190 | 1,84  | 17:70  |
| 3.  | KSG Kurhessen/CSC 03 Kassel    | 12  | 8 | 1 | 3  | 041:270 | 1,52  | 17:70  |
| 4.  | VfL 1860 Marburg               | 12  | 5 | 0 | 7  | 016:260 | 0,62  | 10:14  |
| 5.  | SV 06 Kassel-Rothenditmold (M) | 12  | 4 | 1 | 7  | 012:300 | 0,40  | 09:15  |
| 6.  | Hermannia Kassel               | 12  | 4 | 0 | 8  | 022:300 | 0,73  | 08:16  |
| 7.  | KSG TuRa/TuSpo Kassel (N)      | 12  | 2 | 0 | 10 | 011:290 | 0,38  | 04:20  |
| 8.  | KSG BC Sport/BV Kassel 06 a    | 0   | 0 | 0 | 0  | 000:000 | 1,00  | 0:0    |

| (M) | Titelverteidiger               |
| (N) | Aufsteiger aus der Bezirksliga |